# Boris Kristančić
Boris Kristančić (in macedone Борис Кристанчић?; Skopje, 21 novembre 1931 – Lubiana, 29 ottobre 2015) è stato un cestista e allenatore di pallacanestro jugoslavo.

## Carriera
Con la Jugoslavia ha disputato i Giochi olimpici di Roma 1960, i Campionati mondiali del 1954 e due edizioni dei Campionati europei (1957, 1959).

## Palmarès

### Giocatore
- YUBA liga: 3

AŠK Lubiana: 1957, 1959, 1961

### Allenatore
- YUBA liga: 5

AŠK Lubiana: 1957, 1959, 1961, 1962, 1966